# Szabó Ede
Szabó Ede (Gödöllő, 1925. február 11. – Gödöllő, 1985. február 16.) műfordító, irodalomtörténész.

## Életútja
A mezőtúri református gimnázium elvégzése után 1948-ban magyar–német, majd 1950-ben magyar–latin szakos tanári diplomát szerzett a Pázmány Péter Tudományegyetemen. Tanított kollégiumban, gimnáziumban. 1947-ben kezdett publikálni a Magyarok című folyóiratban. 1954–56-ban a Csillag munkatársa volt, 1961-től az Új Írás kritikai rovatát szerkesztette. 1969-től 1977-ig a német irodalom megjelentetéséért felelős szerkesztőként dolgozott az Európa Könyvkiadóban.

## Munkássága
A magyar- és a világirodalomról szóló kritikáin, recenzióin kívül több esszékötet és monográfia fűződik a nevéhez. Fordítói munkássága leginkább a klasszikus német irodalomra terjedt ki, Goethétől egészen Hesséig.

## Művei
- Hölderlin, Gondolat Könyvkiadó, 1964
- A műfordítás, Gondolat, 1968
- Krúdy Gyula alkotásai és vallomásai tükrében, Szépirodalmi Könyvkiadó, 1970
- Otthonunk a művekben, Szépirodalmi, 1974
- Rilke világa, Európa, 1979

## Fontosabb műfordításai
- Rainer Maria Rilke: Levél egy fiatal költőhöz, Egyetemi Nyomda, 1947
- Theodor Storm: A viharlovas; Heinz, a matróz, Szépirodalmi, 1958
- Friedrich Hölderlin: Hüperión, Európa, 1958
- Conrad Ferdinand Meyer: Jürg Jenatsch, Szépirodalmi, 1958
- B. Traven: A fehér rózsa, Szépirodalmi, 1960
- Rainer Maria Rilke: Prózai írások (Görgey Gáborral és Rónay Györggyel), Európa, 1961
- Rainer Maria Rilke: Válogatott versei, Európa, 1961
- Johann Wolfgang von Goethe: Torquato Tasso, in: Drámák, Európa, 1963
- E. T. A. Hoffmann: Murr kandúr életszemlélete, valamint Johannes Kreisler karmester töredékes életrajza, Európa, 1967
- Franz Kafka: A per, Európa, 1968
- Max Frisch: Stiller, Európa, 1970
- Friedrich Nietzsche: Válogatott írásai, Gondolat, 1972
- Gerhart Hauptmann: A soanai eretnek, Európa, 1972
- Heinrich Mann: IV. Henrik, Európa, 1979
- Hermann Hesse: Az üveggyöngyjáték, Európa, 1984